# Jeux paralympiques d'hiver de 1976

Les Jeux paralympiques d'hiver 1976 (1re édition), se sont déroulés à Örnsköldsvik en Suède.

## Sports au programme
Deux sports sont au programme de ces Jeux paralympiques :
| Nombre d'épreuves | Hommes | Femmes | Mixtes | Total |
| ----------------- | ------ | ------ | ------ | ----- |
| Ski alpin         | 15     | 13     |        | 28    |
| Ski de fond       | 15     | 10     |        | 25    |
| Total (2 sports)  | 30     | 23     |        | 53    |

## Catégories
Les catégories sont les suivantes :
- I - debout, amputation à un seul membre inférieur, au-dessus du genou
- II - debout, amputation à un seul membre inférieur, au-dessous du genou
- III - debout, amputation à un seul membre supérieur
- IV A - debout, amputation aux deux membres inférieurs au-dessous du genou, infirmité motrice cérébrale ou handicap équivalent
- IV B - debout, amputation aux deux membres supérieurs
- A - malvoyant, sans vision fonctionnelle
- B - malvoyant, avec une vision fonctionnelle de moins de 10%

## Nations participantes
Seize nations participent à cette Ire édition des Jeux paralympiques d’hiver. Seule l'Océanie n'est pas représentée.
| Afrique       | Amérique                      | Asie        | Europe | Océanie |
| ------------- | ----------------------------- | ----------- | --- | ------- |
| - Ouganda (1) | - Canada (6) - États-Unis (1) | - Japon (1) | - Allemagne de l'Ouest (32) - Autriche (24) - Belgique (5) - Finlande (26) - France (20) - Grande-Bretagne (6) - Norvège (23) - Pologne (7) - Suède (16) - Suisse (15) - Tchécoslovaquie (5) - Yougoslavie (9) | aucun   |
| 1 pays        | 2 pays                        | 1 pays      | 12 pays | 0 pays  |

## Tableau des médailles
Le classement des médailles des nations est le suivant :
- Pays organisateur ( Suède)

| Rang  | Nation               | Or | Argent | Bronze | Total |
| ----- | -------------------- | -- | ------ | ------ | ----- |
| 1     | Allemagne de l'Ouest | 10 | 12     | 6      | 28    |
| 2     | Suisse               | 10 | 1      | 1      | 12    |
| 3     | Finlande             | 8  | 7      | 7      | 22    |
| 4     | Norvège              | 7  | 3      | 2      | 12    |
| 5     | Suède                | 6  | 7      | 7      | 20    |
| 6     | Autriche             | 5  | 16     | 14     | 35    |
| 7     | Tchécoslovaquie      | 3  | 0      | 0      | 3     |
| 8     | France               | 2  | 0      | 3      | 5     |
| 9     | Canada               | 2  | 0      | 2      | 4     |
| Total | Total                | 53 | 46     | 42     | 141   |